# Serp (sjö)
Serp är en sjö i Antarktis. Den ligger i Östantarktis. Australien gör anspråk på området. Serp ligger 406 meter över havet.